# Allsvenskan i handboll för herrar 1942/1943
Allsvenskan i handboll 1942/1943 vanns av Majornas IK.

## Slutställning
| Nr | Lag                   | S  | V  | O | F  | GM  | IM  | MS  | P  |
| -- | --------------------- | -- | -- | - | -- | --- | --- | --- | -- |
| 1  | Majornas IK           | 16 | 12 | 1 | 3  | 219 | 140 | +79 | 25 |
| 2  | SoIK Hellas           | 16 | 11 | 1 | 4  | 132 | 105 | +27 | 23 |
| 3  | Redbergslids IK       | 16 | 9  | 0 | 7  | 152 | 145 | +7  | 18 |
| 4  | IFK Karlskrona        | 16 | 8  | 2 | 6  | 156 | 155 | +1  | 18 |
| 5  | Västerås HF (U)       | 16 | 8  | 2 | 6  | 142 | 148 | −6  | 18 |
| 6  | Sanna IF (U)          | 16 | 6  | 0 | 10 | 135 | 150 | −15 | 12 |
| 7  | Flottans IF Stockholm | 16 | 6  | 0 | 10 | 128 | 145 | −17 | 12 |
| 8  | IFK Malmö (U)         | 16 | 5  | 0 | 11 | 125 | 166 | −41 | 10 |
| 9  | Västerås IK           | 16 | 3  | 2 | 11 | 131 | 166 | −35 | 8  |

## Skytteligan
|   | Spelare             | Lag             | Antal mål |
| - | ------------------- | --------------- | --------- |
| 1 | Gustaf-Adolf Thorén | Majornas IK     | 52        |
| 2 | Sven Malmfält       | IFK Malmö       | 40        |
| 2 | Nils Julin          | Västerås HF     | 40        |
| 4 | Gunnar Lindgren     | Majornas IK     | 34        |
| 5 | Karl-Erik Johansson | Västerås IK     | 33        |
| 5 | Rolf Andreasson     | Redbergslids IK | 33        |

- Källa: [1]